# John Bosco Auram
John Bosco Auram (ur. 19 października 1972 w Kandoka) – papuański duchowny katolicki, biskup Kimbe od 2020.

## Życiorys

### Prezbiterat
Święcenia kapłańskie otrzymał 17 stycznia 2004 i uzyskał inkardynację do diecezji Kimbe. Pracował głównie w diecezjalnych seminariach w Vanimo, Ulapia i Rapolo. Od 2019 kierował częścią propedeutyczną seminarium w Rapolo.

### Episkopat
18 października 2019 papież Franciszek mianował go biskupem diecezji Kimbe. Sakry udzielił mu 25 stycznia 2020 arcybiskup Francesco Panfilo.